# 南ピケーノ語

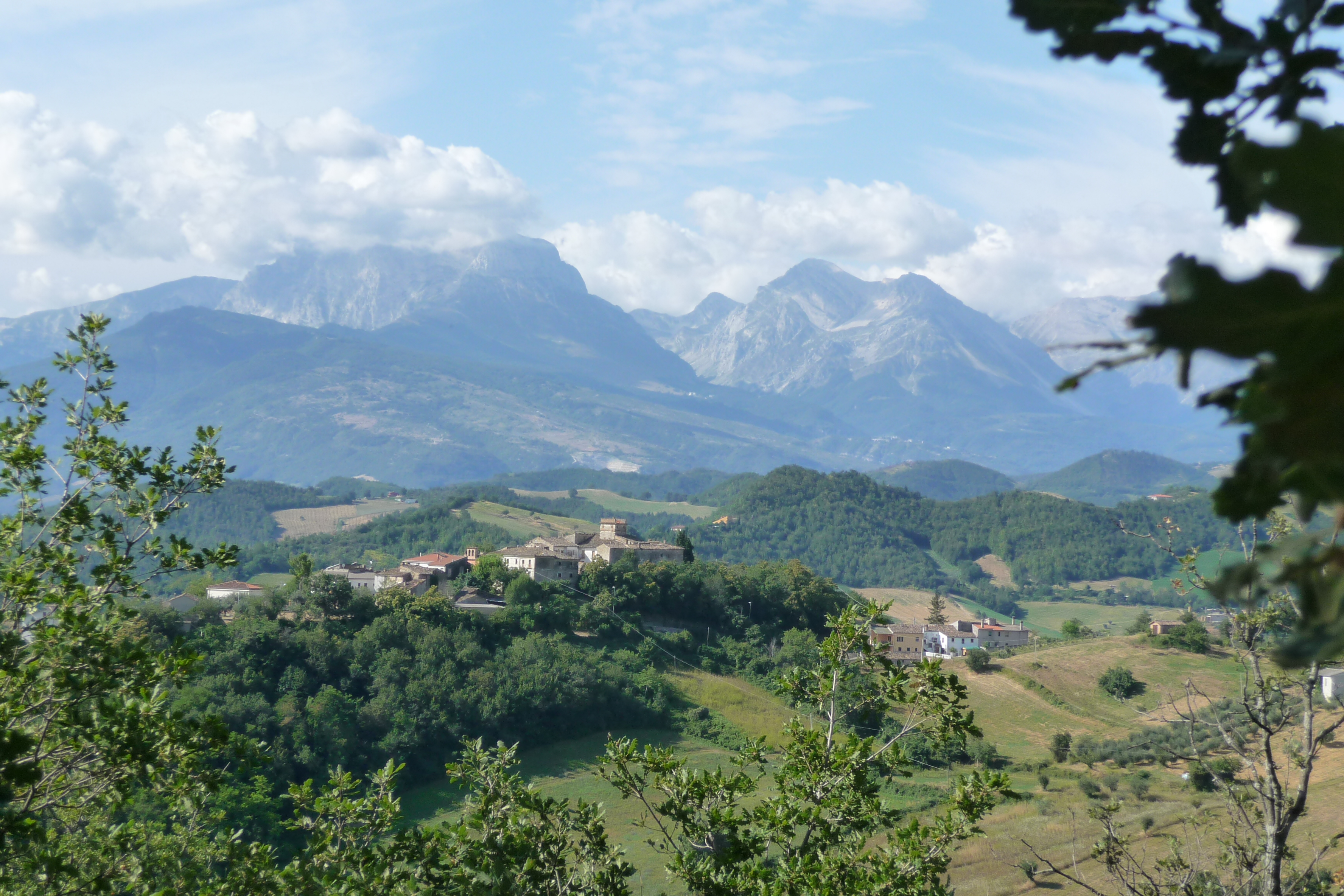
テーラモの南ピケーノの風景

南ピケーノ語（みなみピケーノご）は、消滅したイタリック語派の言語で、サベリア語群に属する。国際SILはオスク・ウンブリア語群に含めているが、長い分類史の中において、オスク語やウンブリア語とともに、より高いレベルのサベリア語群にまとめられるか、あるいはさらに高くイタリック語派の中でサベリア語群と並ぶレベルに置かれてきた。未解読の北ピケーノ語とはあきらかに無関係の言語である。いくつかの単語が明らかにインド・ヨーロッパ語族に属していたにもかかわらず、南ピケーノ語のテクストは当初は謎の言語とされた。1983年に2つの冗長な句読点と思われていた記号が実際には通常の文字の省略形であることが判明してから徐々に理解が進み、1985年に最初に翻訳された。しかし現在も困難は残っている。

## 資料

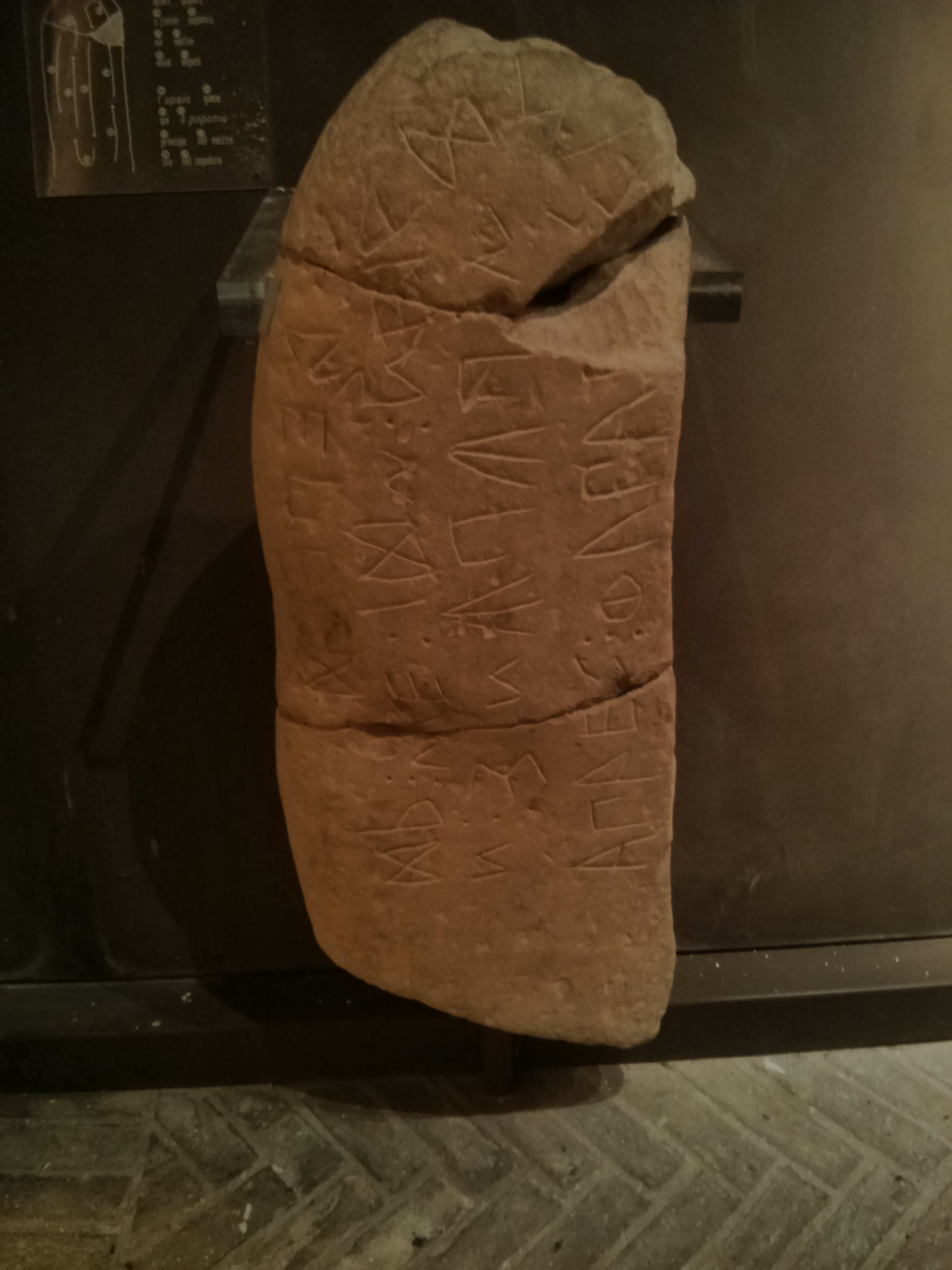
ローロ・ピチェーノの石碑

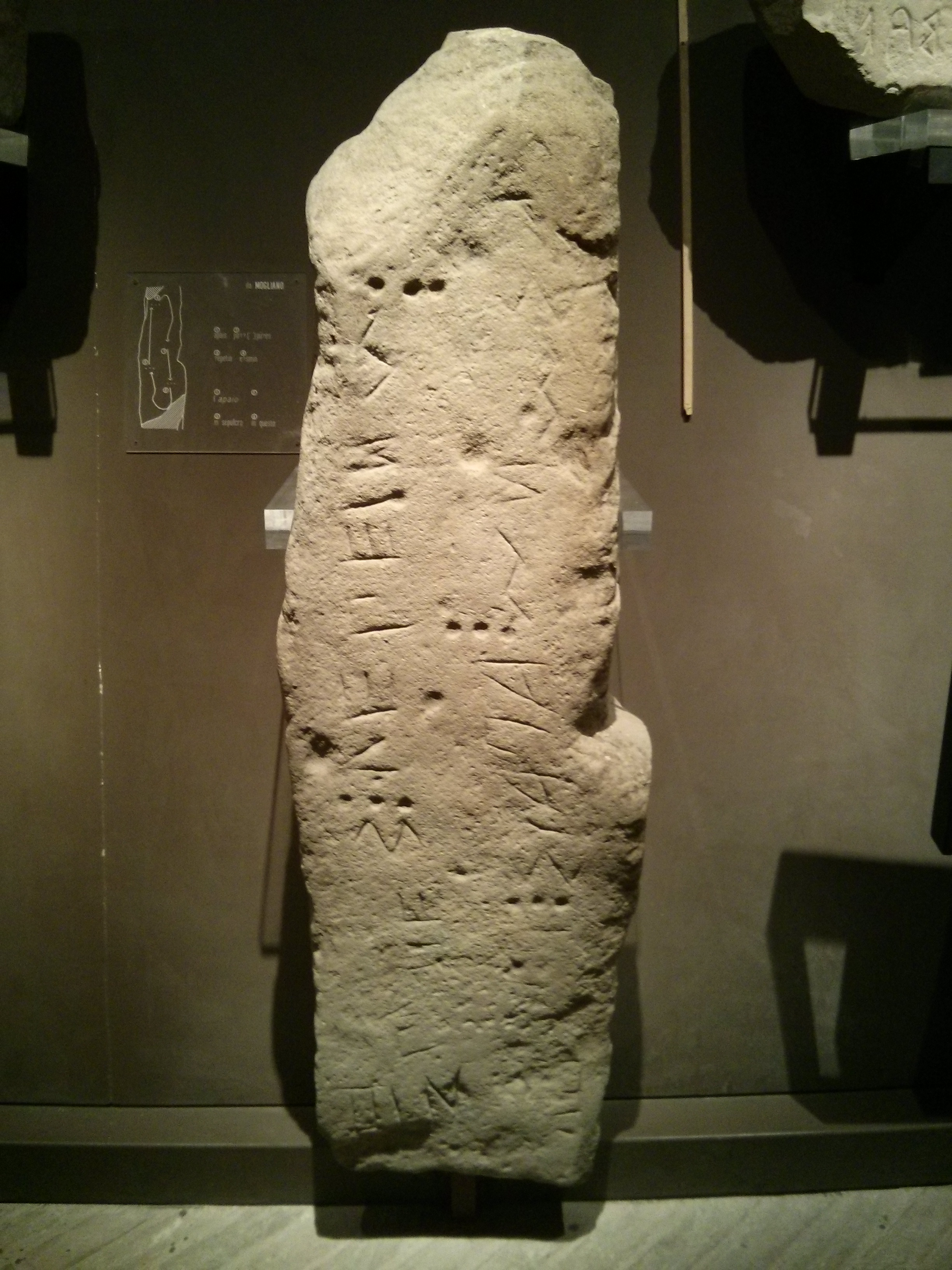
モリアーノの石碑

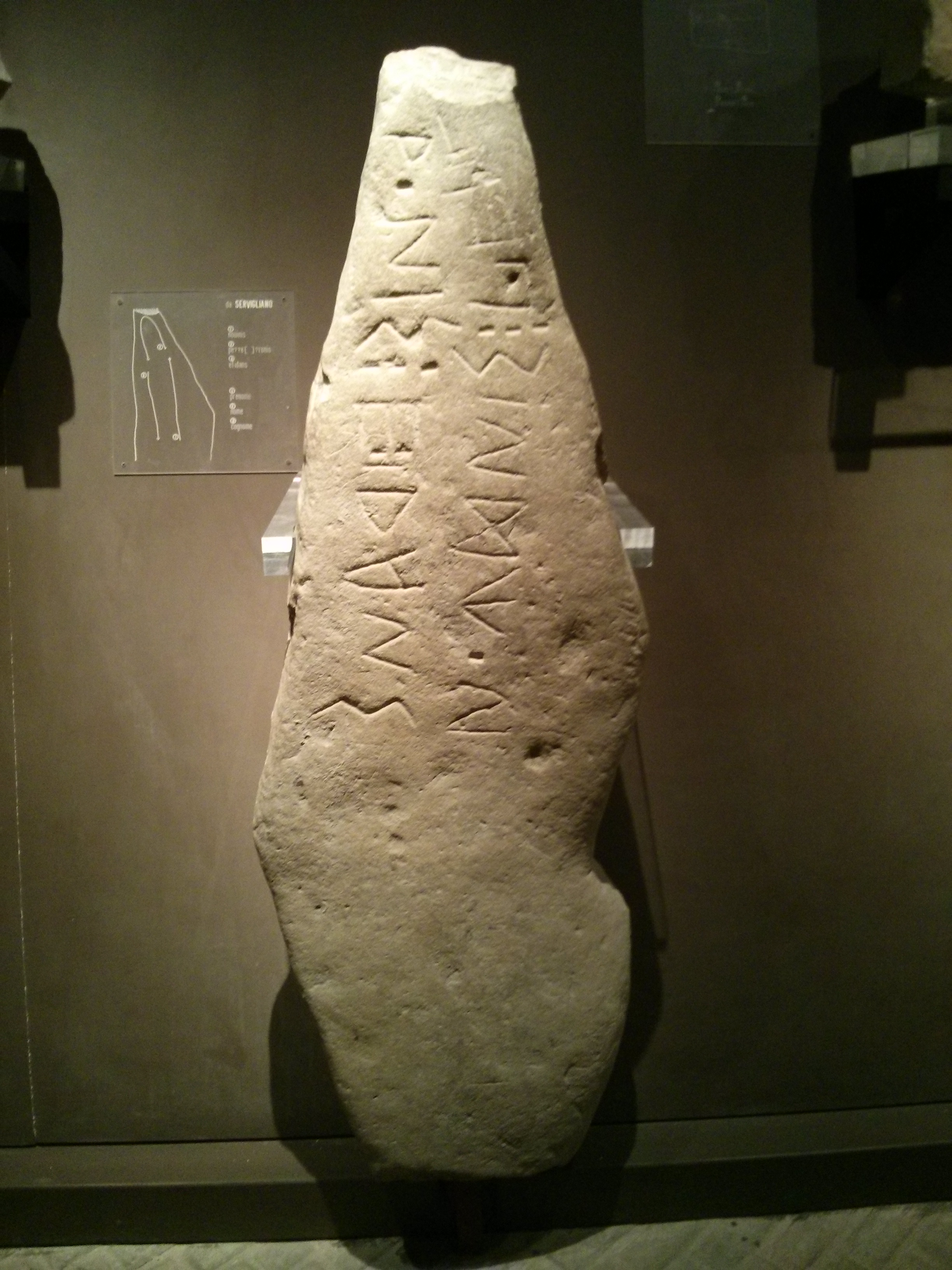
セルヴィリアーノの石碑

南ピケーノ語の碑文資料は石または青銅に刻まれた23の刻文からなり、最古のものは紀元前6世紀で、最新のものは紀元前4世紀のものである。年代は書体と、場合によっては考古学的コンテクストによって推定される。3世紀にローマに隷属する以前のピケヌム人の歴史は不明であるため、碑文は王政ローマ時代後期までさかのぼる早期ピケヌム人の文化を開く窓の役目を果たす。その大部分は砂岩または石灰岩の石碑または石柱の完全なものまたは断片であり、墓碑銘が刻まれているが、いくつかは記念碑である。
典型的な墓石では、死者の顔または体を描き、その周辺または下にらせん状に碑文を記している。書字方向は時計回り、または牛耕式、または上から下である。石碑はアスコリ・ピチェーノ、キエーティ、テーラモ、ファーノ、ローロ・ピチェーノ、クレス、およびアブルッツォ州のトロント川とアテルノ＝ペスカーラ川の間、およびアテルノ＝ペスカーラ川の南のカステル・ディ・イエーリとクレッキオの間で見つかっている。これに加えて、アブルッツィ州中央部で発見された青銅の腕輪と、ポー平原のボローニャと南東海岸のバーリから発見された2つの紀元前4世紀の兜がある。
アンナ・マリネッティの『南ピケーノ碑文』(Le Iscrizioni sudpicene, 1985)に南ピケーノ語の資料が集められている。

## 文字
南ピケーノ文字は紀元前6世紀以降のものが知られるが、「q」を/k/の音に使用し、「k」を/g/の音に使用する点で南部エトルリア文字に近い。文字は以下のとおりである。
⟨a b g d e v h i í k l m n o p q r s t u ú f *⟩
⟨.⟩は⟨o⟩の省略形であり、⟨:⟩は/f/の音を表す⟨8⟩の省略形である。⟨*⟩（）は⟨ś⟩あるいは⟨σ⟩とも翻字され、何らかの歯擦音と考えられている。

## 音声
南ピケーノは以下の子音を持つ。
|            | 音素          | 文字表記        |
| ---------- | ------------- | --------------- |
| 無声破裂音 | /p/, /t/, /k/ | ⟨p⟩, ⟨t⟩, ⟨k q⟩ |
| 有声破裂音 | /b/, /d/, /ɡ/ | ⟨b⟩, ⟨d⟩, ⟨k⟩   |
| 摩擦音     | /f/, /s/, /h/ | ⟨:⟩, ⟨s⟩, ⟨h⟩   |
| 流音       | /l/, /r/      | ⟨l⟩, ⟨r⟩        |
| 鼻音       | /m/, /n/      | ⟨m⟩, ⟨n⟩        |
| 半母音     | /w/, /i/      | ⟨v u ú⟩, ⟨i⟩    |

場合によってはどの書記素を使うかがコンテクストによって決定される。半母音については、⟨v⟩と⟨u⟩は語頭の/w/を表し、⟨ú⟩は母音間ほかの特別のコンテクストにおいて/w/を表す。上の表では特別のコンテクストについては省略している。

## 例
碑文Sp TE 2はベッランテ出土の墓石で、印欧語学者のカルヴァート・ワトキンズによってイタリア最古の詩の例、かつおそらくインド・ヨーロッパ祖語における詩の形式を反映したものとして研究された。下の碑文において、コロンは単語を分けるために使用されている。実際の文章では3つの点が使われている。
postin : viam : videtas : tetis : tokam : alies : esmen : vepses : vepeten
道に沿って汝は見るだろう、この墓に埋められた(?)ティトゥス・アリウスの(?)「トーガ」を
翻訳文中で疑問符を付した箇所は不確かな箇所である。「トーガ」について、ベンジャミン・フォートソンは「覆い」とする説を述べている。
頭韻法を使っていることに注意。viamとvidetas、tetisとtokam、aliesとesmen、vepsesとvepeten。発見当初から、この碑文やほかの碑文が韻文のスタンザである可能性が考えられていた。ワトキンズはこれらを「南ピケーノ語のストロペー」と呼び、彼の定義によれば7音節からなる詩行3つから構成され、『リグ・ヴェーダ』のガーヤトリーが8音節からなる3つの行から構成されるのと比較される。さらに、各行は3音節で終わっている。碑文を行に分けると、以下のようになる。
postin viam videtas

tetis tokam alies

esmen vepses vepeten
第1行めを音節で分けると、以下のようになる。
po-stin vi-am vi-de-tas

## 関連文献
- de Vaan, Michiel. 2008. Etymological dictionary of Latin and the other Italic languages. Leiden, The Netherlands: Brill.
- Poultney, James. 1951. "Volscians and Umbrians." American Journal of Philology 72: 113–27.
- Wallace, Rex E. 2007. The Sabellic languages of ancient Italy. Languages of the World: Materials 371. Munich: LINCOM.